# رجینالد دیر
رجینالد دیر (انگلیسی: Reginald Dare; ۲۶ نوامبر ۱۹۲۱ – تاریخ ورودی نامعتبر است) بازیکن کریکت، و بازیکن فوتبال اهل بریتانیا بود.